# Campeonato da Europa de Atletismo de 2022 - Revezamento 4x100 m masculino
A prova dos 4 x 100 metros estafetas masculino do Campeonato da Europa de Atletismo de 2022 foi disputada entre os dias 19 a 21 de agosto de 2022, no Estádio Olímpico de Munique, em Munique na Alemanha.

## Recordes
Antes desta competição, os recordes mundiais e do campeonato nesta prova eram os seguintes:
|                       | Nome                                                                     | Nacionalidade | Tempo  | Local   | Data                  |
| --------------------- | ------------------------------------------------------------------------ | ------------- | ------ | ------- | --------------------- |
| Recorde mundial       | (Nesta Carter, Michael Frater Yohan Blake, Usain Bolt)                   | Jamaica       | 36s 84 | Londres | 11 de agosto de 2012  |
| Recorde europeu       | (Adam Gemili, Zharnel Hughes Richard Kilty, Nethaneel Mitchell-Blake)    | Reino Unido   | 37s 36 | Doha    | 5 de outubro de 2019  |
| Recorde do campeonato | (Max Moriniere, Daniel Sangouma Jean-Charles Trouabal, Bruno Marie-Rose) | França        | 37s 79 | Split   | 1 de setembro de 1990 |

Os seguintes recordes foram estabelecidos durante esta competição: 
| Data         | Evento | Atletas                                                             | Nacionalidade | Tempo  | Notas                 |
| ------------ | ------ | ------------------------------------------------------------------- | ------------- | ------ | --------------------- |
| 21 de agosto | Final  | Jeremiah Azu, Zharnel Hughes Jona Efoloko, Nethaneel Mitchell-Blake | Reino Unido   | 37s 67 | Recorde do campeonato |

## Medalhistas
| Ouro | Prata                                                               | Bronze                                                                                                 |
| Reino Unido · Jeremiah Azu · Zharnel Hughes · Jona Efoloko · Nethaneel Mitchell-Blake · Harry Aikines-Aryeetey* · Tommy Ramdhan* | França · Méba-Mickaël Zeze · Pablo Matéo · Ryan Zeze · Jimmy Vicaut | Polónia · Adrian Brzeziński · Przemysław Słowikowski · Patryk Wykrota · Dominik Kopeć · Mateusz Siuda* |

* Indica que o atleta só competiu nas baterias e recebeu medalhas.

## Cronograma
Todos os horários são locais (UTC+2).
| Data         | Hora  | Evento  |
| ------------ | ----- | ------- |
| 19 de agosto | 10:00 | Bateria |
| 21 de agosto | 21:12 | Final   |

## Resultados

### Bateria
Qualificação: 3 atletas de cada bateria (Q) mais os 2 melhores qualificados (q). 
| Posição | Bateria | Raia | Nacionalidade | Atletas                                                                                 | Tempo | Notas                |
| ------- | ------- | ---- | ------------- | --------------------------------------------------------------------------------------- | ----- | -------------------- |
| 1       | 2       | 7    | Alemanha      | Kevin Kranz, Joshua Hartmann, Owen Ansah, Lucas Ansah-Peprah                            | 37.97 | Q,                   |
| 2       | 2       | 6    | França        | Méba-Mickaël Zeze, Pablo Matéo, Ryan Zeze, Jimmy Vicaut                                 | 38.17 | Q                    |
| 3       | 1       | 5    | Reino Unido   | Jeremiah Azu, Harry Aikines-Aryeetey, Jona Efoloko, Tommy Ramdhan                       | 38.41 | Q                    |
| 4       | 2       | 4    | Polónia       | Dominik Kopeć, Przemysław Słowikowski, Patryk Wykrota, Mateusz Siuda                    | 38.60 | Q,                   |
| 5       | 2       | 5    | Bélgica       | Robin Vanderbemden, Ward Merckx, Simon Verherstraeten, Kobe Vleminckx                   | 38.73 | q,                   |
| 6       | 1       | 1    | Países Baixos | Elvis Afrifa, Taymir Burnet, Joris van Gool, Raphael Bouju                              | 38.83 | Q                    |
| 7       | 3       | 3    | Turquia       | Emre Zafer Barnes, Jak Ali Harvey, Kayhan Özer, Ertan Özkan                             | 38.98 | q                    |
| 8       | 2       | 1    | Itália        | Lorenzo Patta, Hillary Wanderson Polanco Rijo, Matteo Melluzzo, Chituru Ali             | 39.02 |                      |
| 9       | 1       | 7    | Suíça         | Pascal Mancini, Bradley Lestrade, Felix Svensson, Daniel Löhrer                         | 39.03 | Q,                   |
| 10      | 1       | 4    | Grécia        | Konstadinos Zikos, Theodoros Vrontinos, Panayiotis Trivizas, Ioannis Nyfantopoulos      | 39.11 |                      |
| 11      | 1       | 6    | Espanha       | Alberto Calero, Pablo Montalvo, Jesús Gómez, Sergio López                               | 39.14 |                      |
| 12      | 2       | 2    | Finlândia     | Santeri Örn, Samuli Samuelsson, Oskari Lehtonen, Samuel Purola                          | 39.37 |                      |
| 13      | 1       | 3    | Chéquia       | Zdeněk Stromšík, Jiří Polák, Jan Jirka, David Kolář                                     | 39.41 |                      |
| 14      | 1       | 8    | Ucrânia       | Serhiy Smelyk, Stanislav Kovalenko, Kyrylo Prykhodko, Andrii Vasyliev                   | 39.62 | Recorde da temporada |
| 15      | 2       | 8    | Dinamarca     | Rasmus Thornbjerg Klausen, Frederik Schou-Nielsen, Tobias Larsen, Tazana Kamanga-Dyrbak | DNF   | DNF                  |
| 15      | 1       | 2    | Irlanda       | Israel Olatunde, Mark Smyth, Colin Doyle, Joseph Ojewumi                                | DNF   | DNF                  |

### Final
A final ocorreu no dia 21 de agosto às 22:12.
| Posição           | Raia | Atletas       | Nacionalidade                                                            | Tempo | Notas                 |
| ----------------- | ---- | ------------- | ------------------------------------------------------------------------ | ----- | --------------------- |
| Medalha de ouro   | 4    | Reino Unido   | Jeremiah Azu, Zharnel Hughes, Jona Efoloko, Nethaneel Mitchell-Blake     | 37.67 | Recorde do campeonato |
| Medalha de prata  | 6    | França        | Méba-Mickaël Zeze, Pablo Matéo, Ryan Zeze, Jimmy Vicaut                  | 37.94 | Recorde da temporada  |
| Medalha de bronze | 8    | Polónia       | Adrian Brzeziński, Przemysław Słowikowski, Patryk Wykrota, Dominik Kopeć | 38.15 | Recorde nacional      |
| 4                 | 3    | Países Baixos | Elvis Afrifa, Taymir Burnet, Joris van Gool, Raphael Bouju               | 38.25 | Recorde da temporada  |
| 5                 | 7    | Suíça         | Pascal Mancini, Bradley Lestrade, Felix Svensson, William Reais          | 38.36 | Recorde nacional      |
| 6                 | 2    | Bélgica       | Robin Vanderbemden, Ward Merckx, Jordan Paquot, Kobe Vleminckx           | 39.01 |                       |
| 7                 | 1    | Turquia       | Emre Zafer Barnes, Jak Ali Harvey, Kayhan Özer, Ertan Özkan              | 39.20 |                       |
| 8                 | 5    | Alemanha      | Kevin Kranz, Joshua Hartmann, Owen Ansah, Lucas Ansah-Peprah             | DNF   | DNF                   |

Legenda
| Recorde mundial       | Recorde mundial (World record)               |                       | Recorde africano                      | Recorde africano (African) |                                           | Q | Classificado por posição (Qualified) |
| Recorde do campeonato | Recorde do campeonato (Championship record)  | Recorde da América    | Recorde da América (Americas)         | q                          | Classificado por melhor tempo (Qualified) |   |                                      |
| Melhor marca do ano   | Melhor marca do ano (World leading)          | Recorde asiático      | Recorde asiático (Asian)              | DNS                        | Não largou (Did not start)                |   |                                      |
| Recorde nacional      | Recorde nacional (National record)           | Recorde europeu       | Recorde europeu (European)            | DNF                        | Não terminou (Did not finish)             |   |                                      |
| Recorde pessoal       | Recorde pessoal do atleta (Personal best)    | Recorde da Oceania    | Recorde da Oceania (Oceania)          | DSQ / DQ                   | Desclassificado (Disqualified)            |   |                                      |
| Recorde da temporada  | Recorde da temporada do atleta (Season best) | Recorde sul-americano | Recorde sul-americano (South America) | NM                         | Sem marca (No mark)                       |   |                                      |